# 小行星9459
小行星9459（英語：9459）是一颗围绕太阳公转的小行星。1998年3月31日，林肯近地小行星研究小组在索科罗发现了此天体。
这颗小行星的绝对星等为289.81262等。